# Keithsburg
Keithsburg es una ciudad ubicada en el condado de Mercer en el estado estadounidense de Illinois. En el Censo de 2010 tenía una población de 609 habitantes y una densidad poblacional de 73,97 personas por km².

## Geografía
Keithsburg se encuentra ubicada en las coordenadas 41°6′00″N 90°56′10″O / 41.10000, -90.93611. Según la Oficina del Censo de los Estados Unidos, Keithsburg tiene una superficie total de 8.23 km², de la cual 6.63 km² corresponden a tierra firme y (19.53%) 1.61 km² es agua.

## Demografía
Según el censo de 2010, había 609 personas residiendo en Keithsburg. La densidad de población era de 73,97 hab./km². De los 609 habitantes, Keithsburg estaba compuesto por el 98.36% blancos, el 0% eran afroamericanos, el 0% eran amerindios, el 0% eran asiáticos, el 0% eran isleños del Pacífico, el 0.49% eran de otras razas y el 1.15% pertenecían a dos o más razas. Del total de la población el 1.64% eran hispanos o latinos de cualquier raza.